# Paynesville (Minnesota)
Paynesville – miasto w Stanach Zjednoczonych, w stanie Minnesota, w hrabstwie Stearns.